# Grupa generała Włodzimierza Zagórskiego
Grupa generała Włodzimierza Zagórskiego – związek taktyczny Wojska Polskiego z okresu polsko-bolszewickiej.

## Struktura organizacyjna
Skład na 20 lipca 1920:
- dowództwo grupy
- 201 pułk piechoty
- III warszawski batalion wartowniczy
- IV Brygada Piechoty Legionów